# Хутір Башмакова
Хутір Башмакова — колишній хутір у Пузирецькій волості Бердичівського повіту Київської губернії та Великонизгорецькій сільській раді Бердичівського району Бердичівської округи.

## Населення
Відповідно до перепису населення СРСР 17 грудня 1926 року, чисельність населення становила 17 осіб, з них 9 чоловіків та 8 жінок; за національністю — 3 українці та 14 росіян. Кількість господарств — 4.

## Історія
Заснований у 1910 році, входив до складу Пузирецької волості Бердичівського повіту Київської губернії. Станом на 17 грудня 1926 року — хутір Великонизгурецької сільської ради Бердичівського району Бердичівської округи. Відстань до центру сільської ради, с. Великі Низгурці — 3 версти, до районного центру, м. Бердичів — 7 верст, до найближчої залізничної станції, Бердичів — 4,5 версти.
Знятий з обліку населених пунктів до 1 жовтня 1941 року.